# 345 Tercidina
Tercidina (asteroide 345) é um asteroide da cintura principal com um diâmetro de 94,12 quilómetros, a 2,18272749 UA. Possui uma excentricidade de 0,06134315 e um período orbital de 1 295,17 dias (3,55 anos).
Tercidina tem uma velocidade orbital média de 19,53198653 km/s e uma inclinação de 9,751305º.
Este asteroide foi descoberto em 23 de Novembro de 1892 por Auguste Charlois.